# Волынский район
Волынский район — административно-территориальная единица в составе Тульской губернии, Центрально-Чернозёмной, Курской, Орловской и Липецкой областей РСФСР, существовавшая в 1924—1963 годах. Административный центр — село Ламское.
Волынский район был образован в мае 1924 года в составе Ефремовского уезда Тульской губернии с центром в селе Мещерское-Кологривово[где?]. 31 августа 1925 года в связи с ликвидацией Ефремовского уезда район перешёл в прямое подчинение Тульской губернии.
По данным 1926 года, в состав района вошли сельсоветы: Благодатский (селения Благодать, Воейково, Ивановское, Карповка, Смоленское, Карповские Выселки), Бутырский (селения Бруснецово, Бутырки, Воскресенский, Гостевский), Волжанский (селения Волжанка 1, Волжанка 2, Гурьев хутор, Дубровка, Лебяжий)
16 июля 1928 года Волынский район был передан в Елецкий округ Центрально-Чернозёмной области. После ликвидации округов в 1930 году район перешёл в прямое подчинение области.
13 июня 1934 года при разделении Центрально-Чернозёмной области на Воронежскую и Курскую Волынский район вошёл в состав последней.
27 сентября 1937 года Волынский район вошёл в состав Орловской области.
12 марта 1946 года из Волынского района в Судбищенский были переданы Благодатский, Глебовский, Гордоновский, Дарищевский, Залесенский, Кологривовский, Пасынковский и Старогольский с/с.
6 января 1954 года район был передан в Липецкую область.
1 февраля 1963 года Волынский район был упразднён, а его территория передана в Становлянский район Липецкой области.